# 牛津大学基督堂学院
基督堂學院，正式名稱為「国王亨利八世於牛津建立之基督座堂教堂學院長、分教會與學生学院」(英語：The Dean, Chapter and Students of the Cathedral Church of Christ in Oxford of the Foundation of King Henry the Eighth)，是英国牛津大学最大的学院之一，它也是世界上唯一一个同时也是宗教場所的学院，是聖公會牛津教區的主教座堂。
基督堂学院成立于1546年。与姊妹学院剑桥大学三一学院一样，它传统上被认为是所在大学最贵族化的学院。它也是牛津大学第二富有的学院，截至2018年，其捐赠资金达5.503亿英镑。基督教堂有许多具有建筑学意义的建筑，包括汤姆塔（由克里斯托弗-弗伦爵士设计）、汤姆四合院（牛津最大的四合院）、大食堂（大食堂），大食堂也是英国内战期间国王查理一世召集议会的所在地。这些建筑除了在《哈利-波特》和《金罗盘》等电影中出现，还激发了世界各地的复制品的灵感。这使得基督堂学院成为牛津大学最受游客欢迎的学院，每年有近50万游客前来参观。
有13位英国首相出自基督堂学院，与牛津大学其他43个学院的总数相等，并超过剑桥大学任何一个学院，仅仅略少于剑桥大学总数（15人）。基督堂学院校友还有国王爱德华七世、荷兰国王威廉二世、十七位大主教、作家刘易斯-卡罗尔（爱丽丝梦游仙境作者）和奥登、哲学家約翰·洛克和科学家罗伯特-胡克。基督教堂也对雷丁大学学院的创建有贡献，雷丁大学学院后来获得了自己的皇家宪章，成为独立的雷丁大学。
基督堂学院拥有425名本科生，250名研究生。自1978年以来，学院录取女学生。

## 组织

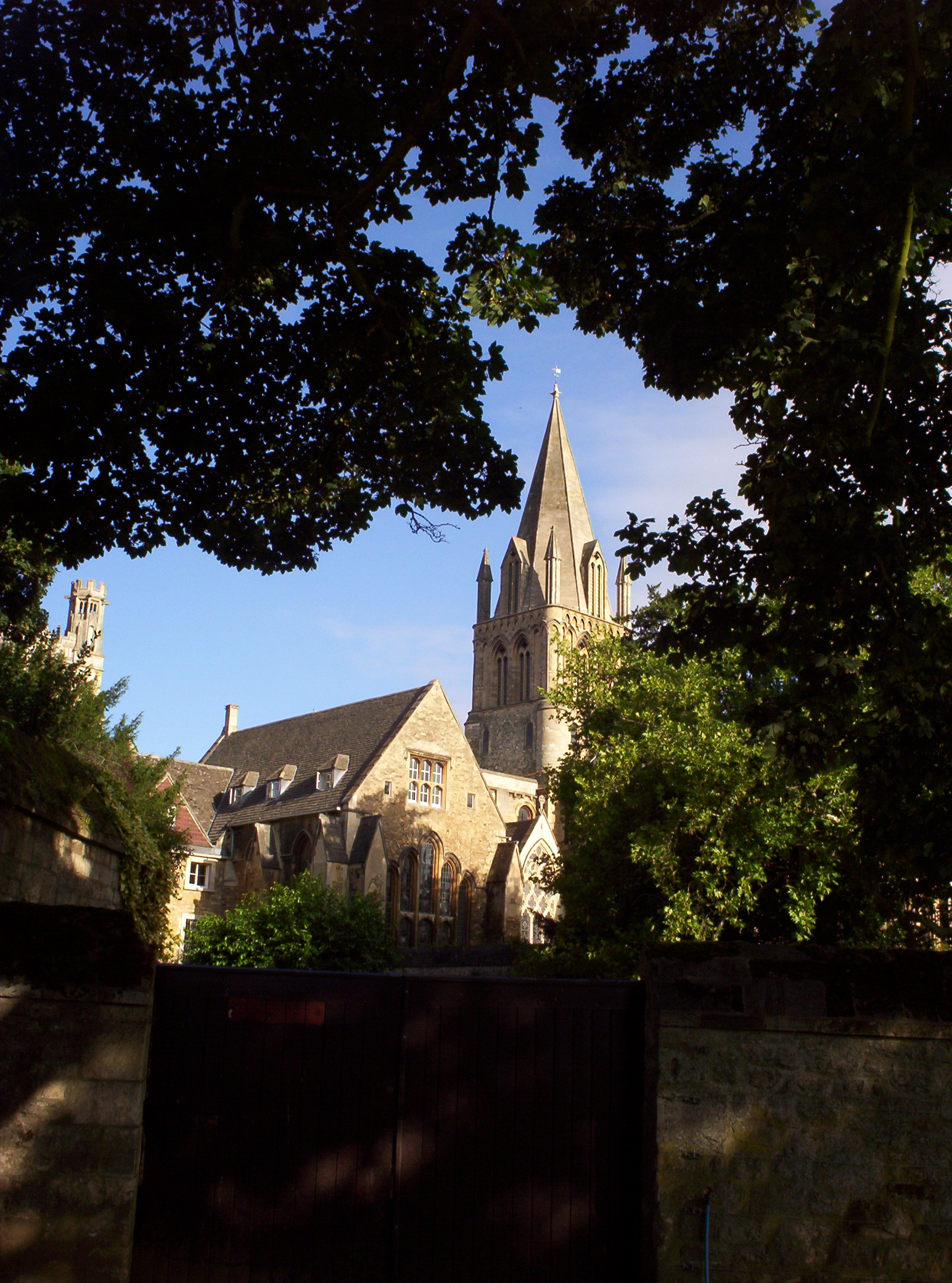
基督堂座堂的尖顶和附属建筑

基督堂学院，正式名称是“国王亨利八世於牛津建立之基督座堂教堂學院長、分教會與學生学院”（英語：The Dean, Chapter and Students of the Cathedral Church of Christ in Oxford of the Foundation of King Henry the Eighth），是世界上唯一同时兼为主教座堂的学院。。
学院的院长是，由基督堂座堂主任牧師兼任。学院设有一名高级审查员和一名初级审查员（正式名称为 "道德哲學审查员("Censor Moralis Philosophiae )和 "自然哲学审查员"（Censor Naturalis Philosophiae），前者负责学术事务，后者负责本科生纪律。此外，学院还任命了一名神学审查员（Censor Theologiae），作为院长的副手；这个职位目前由Ian Watson教授担任。
基督堂的管理机构由大教堂的院长和分会，以及 "基督堂学生"组成。在19世纪后期之前，学生会与学员会不同的是，他们在自己的学院里没有管理权，因为这些权力只属于院长和分会。

## 历史
1525年，英国大法官兼约克大主教托马斯·沃尔西在其权力的巅峰时期，镇压了牛津的圣弗里德斯韦尔德修道院（Priory of St Frideswide），利用瓦林福德修道院（Wallingford Priory）和其他小修道院的解散所得的资金，在其土地上建立了红衣主教学院。
他以宏伟的规模规划了学院的建设，但在1529年，学院的建筑只完成了四分之三，而这四分之三的建筑规模维持了140年。
1531年，学院被镇压，但在1532年被亨利八世（Henry VIII）重新建立，名“国王亨利八世学院”，将沃尔西建立的财产土地划归该学院所有。1546年，国王通过解散英格兰的修道院，脱离了罗马教会，获得了巨大的财富，于是在1546年，国王将该学院重新建立为基督教堂，作为英格兰教会重组的一部分，将部分被拆除的教区教堂作为牛津教区的大教堂。
基督堂在剑桥大学的姊妹学院是剑桥三一学院（Trinity College, Cambridge），同年由亨利八世创立。
自伊丽莎白一世女王时期起，该学院也与威斯敏斯特学院有联系。院长至今仍是该校管理机构的当然（ex officio）成员。
几个世纪以来，学院对建筑进行了大规模的扩建，沃尔西的大四合院以克里斯托弗-沃伦爵士设计的著名的门楼为冠。
时至今日，塔内的大钟“大汤姆”（Great Tom）每天晚上牛津时间9点（英国标准时间9:05分），为学院的100名原始学者（加上1664年增加的一名学者）敲响101次钟声。
在以往，这是在午夜时分进行的，标志着整个牛津大学所有学院大门的关闭。由于敲响101号钟声需要20分钟，所以基督教堂的大门与其他学院的大门不同，直到12点20分才关闭。当敲钟时间移回晚上9点时，基督教堂的大门仍然保持开放，直到12点20分，比其他学院晚了20分钟。虽然时钟本身现在显示的是GMT/BST时间，但基督教堂在大教堂内的礼拜时间仍然遵循牛津时间。
1645年5月29日晚，在第二次围攻牛津的过程中，英国国王查理一世将大教堂作为他的宫殿，并在大礼堂举行议会。
基督教堂的几位院长都取得了很高的学术成就，特别是英联邦时期的欧文、复辟时期的奥尔德里奇和费尔、19世纪初的杰克逊和盖斯福德以及维多利亚时代的利德尔。
四个多世纪以来，基督教堂只招收男性学生；1980年，基督教堂的第一批女学生入校。

## 建筑
基督教堂占地约175英亩（71公顷），其中包括全年向公众开放的基督教堂草地（包括Merton Field和Boathouse Island）。
此外，基督教堂还拥有Aston's Eyot(1891年从All Souls College购买的)，基督教堂的娱乐场(包括Liddell建筑的场地)，以及自1893年起租给Madgalen College学校的学校场地。 草地本身居住着英国长角牛。1783年10月，詹姆斯-萨德勒（James Sadler）从草地上升起了英国第一个热气球。学院的花园、四合院和草地被列入《历史公园和花园登记册》（Register of Historic Parks and Gardens）的一级名录。
基督教堂有许多具有建筑意义的建筑物。这些建筑包括：

### 一级建筑
基督堂图书馆、基督堂大教堂、Peckwater Quadrangle、大四合院或汤姆四合院（包含：汤姆塔、大会堂、水银喷泉、坎特伯雷四合院、Chapter House等）

### 二级建筑
蓝野猪四合院、基督堂画廊、梅朵大厦、老图书馆、Lee楼/解剖学校、基督教堂厨房及厨房、老酒楼、Liddell大楼等

### 影响
该学院建筑的独特之处，被其他一些学术机构作为范本，包括NUI高尔韦大学（NUI Galway）再现了Tom Quad。芝加哥大学、康奈尔大学和Kneuterdijk Palace都有基督教堂食堂的复制品（分别以哈钦森厅、里斯利住宅学院的食堂和Kneuterdijk Palace的哥特式大厅的形式）。新西兰基督城大教堂(ChristChurch Cathedral)是其所在同名城市的名稱來源，據信也是以牛津的基督教堂命名的。大教堂和其他建筑中的彩色玻璃窗是由拉斐尔派的威廉-莫里斯(William Morris)的前拉斐尔派团体设计的，设计者是爱德华-伯恩-琼斯(Edward Burne-Jones)。

### 電影取景地
2001年電影《哈利波特：神秘的魔法石》中霍格華茲魔法與巫術學院的餐廳和走廊等場景是在牛津大学基督堂学院拍攝的:95。2007年電影《黃金羅盤》也有部分場景是在基督堂学院拍攝。
该学院的建筑和场地是伊夫林-沃的《新娘头》（Brideshead Revisited）中的部分场景，也是刘易斯-卡罗尔的《爱丽丝梦游仙境》（Alice's Adventures in Wonderland）中的一小部分。

## 唱诗班
基督教堂的独特之处在于它有一个大教堂唱诗班和一个大学唱诗班。大教堂唱诗班由十二名男子和十六名男生组成。男生是由校外的文员和合唱团成员组成，也就是学院的文员。男孩们的年龄从八岁到十三岁不等，都是根据他们的音乐能力挑选出来的，并在基督教堂大教堂学校就读。除了总监之外，还有一名副管风琴师和两名管风琴学者。而学院的唱诗班，一直以来都是由学生组成的社团，在学期期间每周唱一次晚祷。假期时，由基督教堂大教堂唱诗班唱诗班演唱。假期期间，大教堂也会不定期接待来访的唱诗班。
纵观其历史，大教堂唱诗班吸引了许多杰出的作曲家和管风琴家—从1526年由红衣主教沃尔西任命的首任指挥约翰-塔文纳，到威廉-沃尔顿。现任音乐总监（被称为管风琴师），是2018年9月接替史蒂芬-达林顿（Steven Grahl）。近年来，合唱团委托当代作曲家如约翰-塔维纳（John Tavener）、威廉-马蒂亚斯（William Mathias）和霍华德-古德尔（Howard Goodall）录制的作品，他也是基督教堂音乐协会的赞助人。
该合唱团定期进行广播，有许多唱片，并成为第四频道电视纪录片《Howard Goodall's Great Dates》（2002年）的主题。这部纪录片在蒙特勒电视节上获得了艺术节目类的提名，并在国际上引起了广泛关注。合唱团与古道尔的合作，也让他们为他的《憨豆先生》和《迪布利的牧师》演唱了他的电视主题。他们在霍华德-古道尔的《Big Bangs》中出现，2000年3月在英国第四频道播出。基督教堂的宝藏》（2011年）是该合唱团的录音范例，并作为英国专业古典音乐排行榜中新进最高的作品首次亮相，这张唱片于2011年9月26日在BBC电台3台的《In Tune》中播出，同年9月27日在BBC电台3台的《Breakfast Show》中播出。

## 画廊
基督教堂拥有英国最重要的私人收藏品之一，包括达芬奇、拉斐尔和米开朗基罗的作品。馆内收藏了约300幅绘画和2000幅素描作品，其中有部分作品可在基督教堂专门建造的画廊中轮流展出，供公众参观。其中许多作品由学院的前成员约翰-吉斯将军（1682/3-1765年）遗赠，是英国第一个公共展出的艺术画廊。

## 纹章
学院的徽章是红衣主教Wolsey的徽章，是1525年8月4日纹章院授予他的。
上书：Sable, on a cross engiled argent, between four leopards' faces azure a lion passant gules; on a chief or between two Cornish choughs proper a rose gules barbed vert and seeded or. 
臂章的下方是红色的红衣主教的加莱罗纹，两侧有15条流苏，有时在两只交叉的牛角兽前面。
大教堂的纹章于1574年确认。徽章上刻有： "Between quarterly, 1st & 4th, France modern (azure three fleurs-de-lys or), 2nd & 3rd, England (gules in pale three lions passant guardant or), on a cross argent an open Bible proper edged and bound with seven clasps or, inscribed with the words In principio erat Verbum, et Verbum erat apud Deum and imperially crowned or"

## 校训（谢恩辞）
| 拉丁文 | 英文 | 中文 |
| ------ | --- | --- |
| [ 5 ]  | "We unhappy and unworthy men do give thee most reverent thanks, Almighty God, our heavenly Father, for the victuals which thou hast bestowed on us for the sustenance of the body, at the same time beseeching thee that we may use them soberly, modestly and gratefully. And above all we beseech thee to impart to us the food of angels, the true bread of heaven, the eternal Word of God, Jesus Christ our Lord, so that the mind of each of us may feed on him and that through his flesh and blood we may be sustained, nourished and strengthened. Amen." | "万能的主啊，我们这些不幸、不配的人，向你致以最崇高的谢意，感谢你赐给我们的食物，使我们的身体得以滋养，同时恳求你使我们能够清醒地、谦卑地、感恩地使用这些食物。 最重要的是，我们恳求你将天使的食物，天上的真粮，上帝永恒的话语，我们的主耶稣基督，传给我们，使我们每一个人的心思都能以他为食，借着他的血肉之躯，使我们的生命得以维持，得到滋养和坚固。阿门。" |

谢恩辞的前半部分由学者或主持人在每天晚上的正式礼堂前宣读，以 "通过我们的主耶稣基督"(Per Iēsum Christum Dominum nostrum)结束。
还有一个长长的餐后谢恩辞，打算在饭后使用，但很少使用。当高桌起立时（这时大殿已基本空无一人），高桌上的长者只需说 "本尼迪克托-本尼迪克图尔"（"让受祝福的人得到祝福"，或 "让受祝福的人给予祝福"），而不是学院的餐后谢恩辞：
Omnipotens et misericors Deus, qui donis Tuis nos exsatiasti, effice ut quicquid per nos fieri aut prætermitti velis, diligenter observemus, mandata Tua universa prompto atque fideli obsequio obeuntes, per Iesum Christum Dominum nostrum. Amen.
Versicle: Domine, salvam fac Reginam.
Response: Et exaudi nos, quando invocamus Te.
Deus in cuius manu sunt corda regum; qui es humilium consolator, fidelium fortitudo, protector omnium in Te sperantium, da Reginæ nostræ Elizabethæ populoque Christiano ut Te Regem regum, et dominantium Dominum, agnoscant semper et venerentur, et post hanc vitam regni Tui æterni fiant participes ; per Iesum Christum Dominum nostrum. Amen.
Deus, a quo derivatur omnis munificentia et bonitas, debitas Tibi gratias agimus, quod felicis memoriæ Regem Henricum eius nominis octavum, ad Ecclesiam hanc fundandam animaveris; et rogamus pro sancta Tua misericordia, ut cum nos hoc tanto beneficio adiuti, ad laudem Tui nominis profecerimus, una cum omnibus qui iam in Domino dormierunt, beatam resurrectionem, et æternæ felicitatis præmia consequamur, per Iesum Christum Dominum nostrum. Amen.

## 学生生活
除住宿用房外，基督教堂的建筑还包括大教堂，这是英国最小的教堂之一，也是学院的小教堂，还有一个大礼堂、两个图书馆、两个酒吧和单独的公用房间，供捐赠者、毕业生和本科生使用。这里还有花园和邻近的运动场和船屋。
通常为所有本科生和部分毕业生提供住宿，但有些住宿是在校外。住宿一般都很宽敞，大多数房间都有水槽和冰箱。许多本科生房间由卧室和生活区组成。成员们一般都要在大厅用餐，每天晚上有两次用餐，一次是非正式的，一次是正式的（必须穿上礼服，读拉丁文的谢恩辞）。大厅旁边的buttery在晚餐时间前后提供饮品。此外，还有一个学院的酒吧（称为 "Undercroft"），还有一个初级休息室（JCR）和研究生休息室（GCR），相当于其他学院的中级休息室（MCR）。
有一个学院借阅图书馆，是对大学图书馆的补充（其中许多是非借阅的）。法学专业的学生有学院法学图书馆的额外设施，从基督教堂法学毕业生那里得到了大量的资金补充。大多数本科生的辅导课程都在学院内进行，不过对于一些专业课，本科生可能会被送到其他学院的辅导员那里。
夏季在大师花园进行槌球比赛。运动场主要用于板球、网球、橄榄球和足球，包括基督教堂板球场。划船和双杠比赛由基督教堂草地对面的船屋进行—学院在划船方面是传统的强项，曾多次获得河上的冠军。学院还拥有自己的划船队，学生们可以借用。
学院的小鹰队（Christ Church和Farley Hill Beagles）曾经是牛津大学的几个本科生小鹰队之一，现在已经不再与学院或大学有正式的联系，但仍有一些牛津大学的本科生继续在这里工作，并跟随一些牛津大学的学生。

## 院长、教师和校友

### 校友

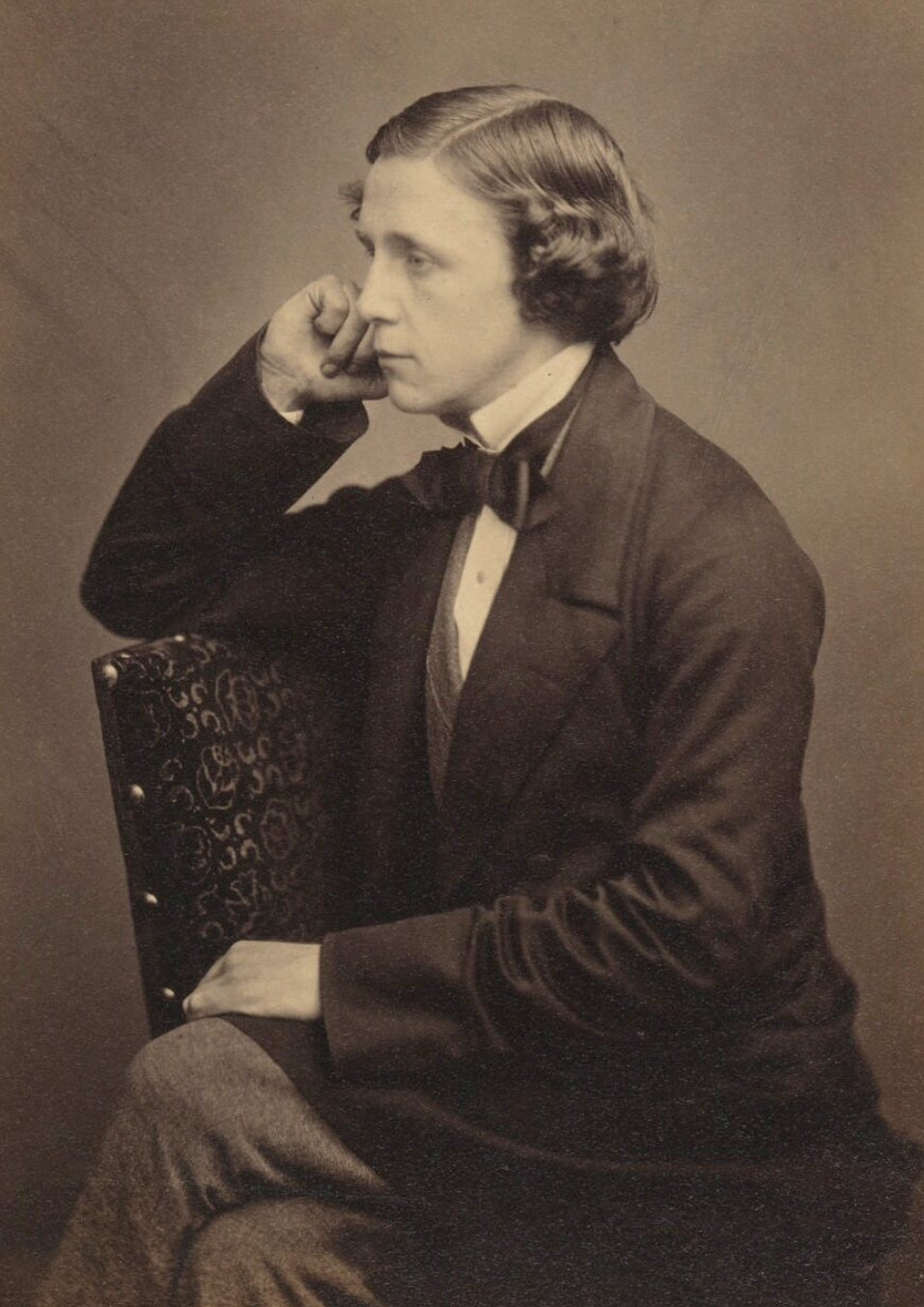
路易斯·卡羅, 作家
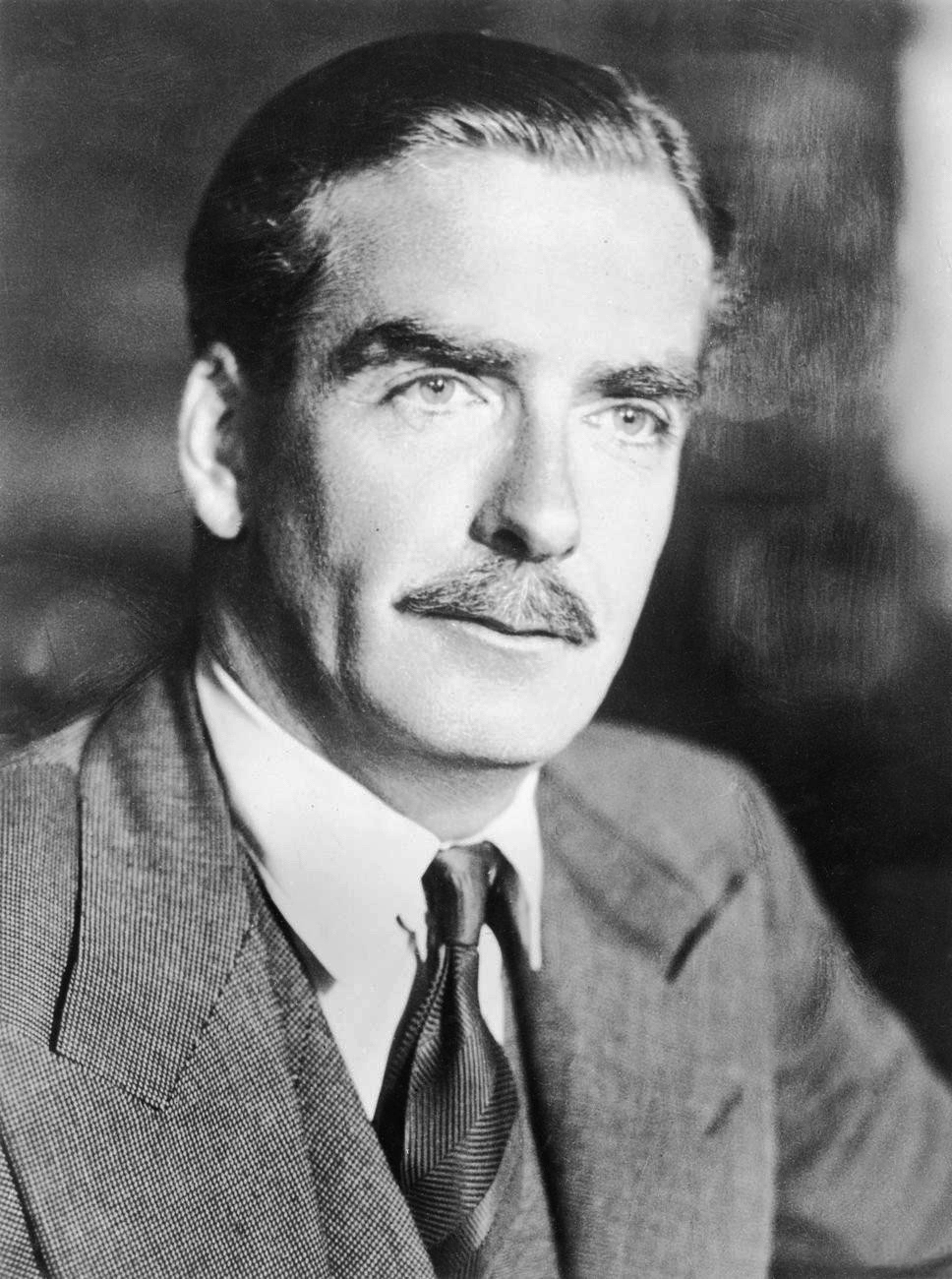
安東尼·艾登, 前任英國首相
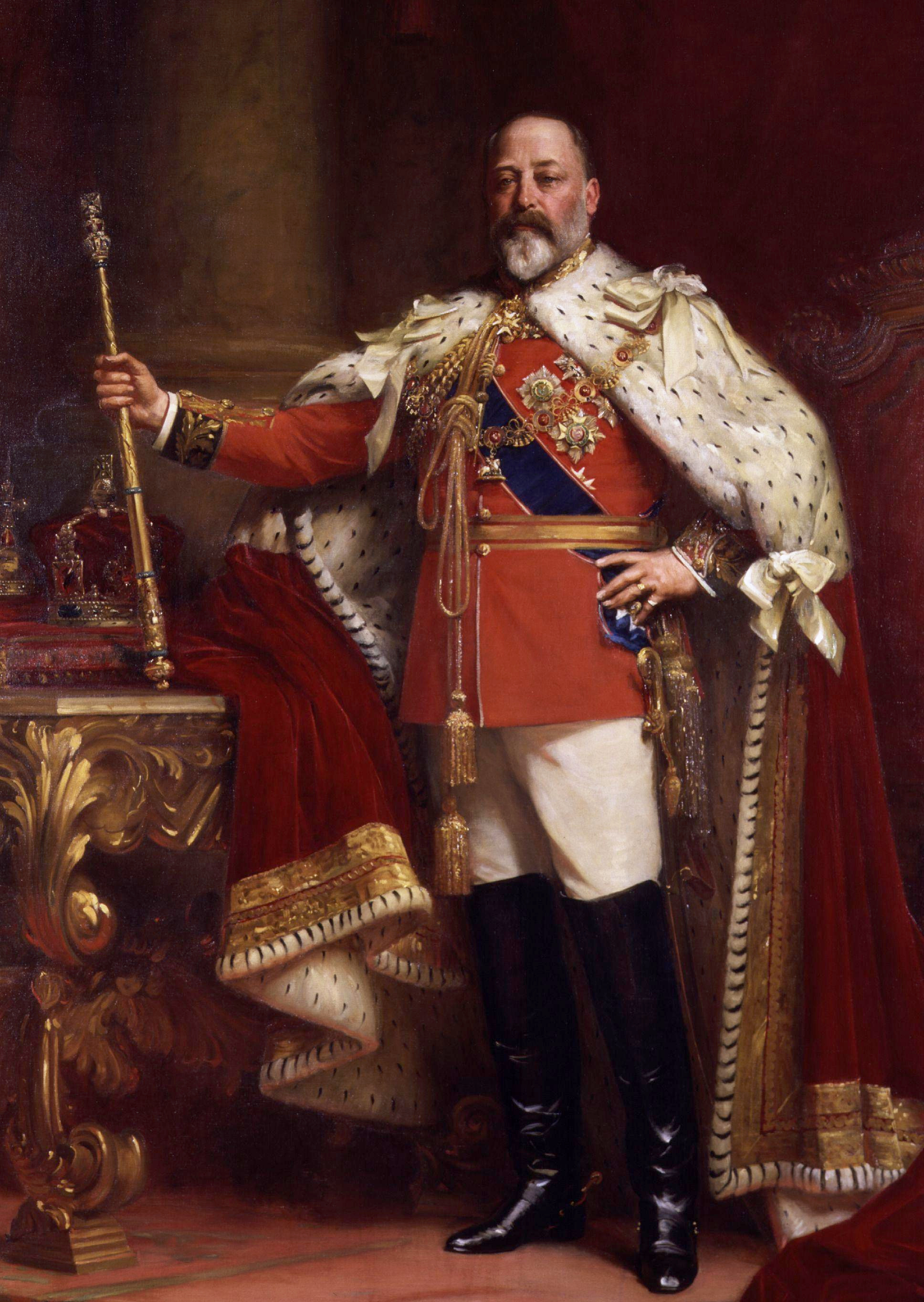
愛德華七世, 前英國君主
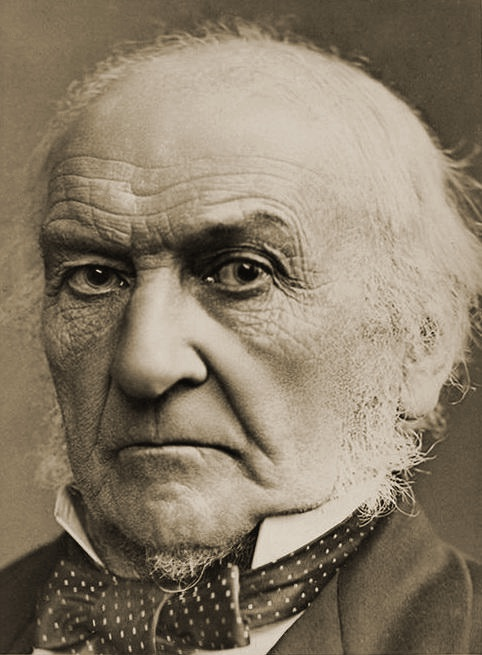
威廉·格萊斯頓, 前任英國首相
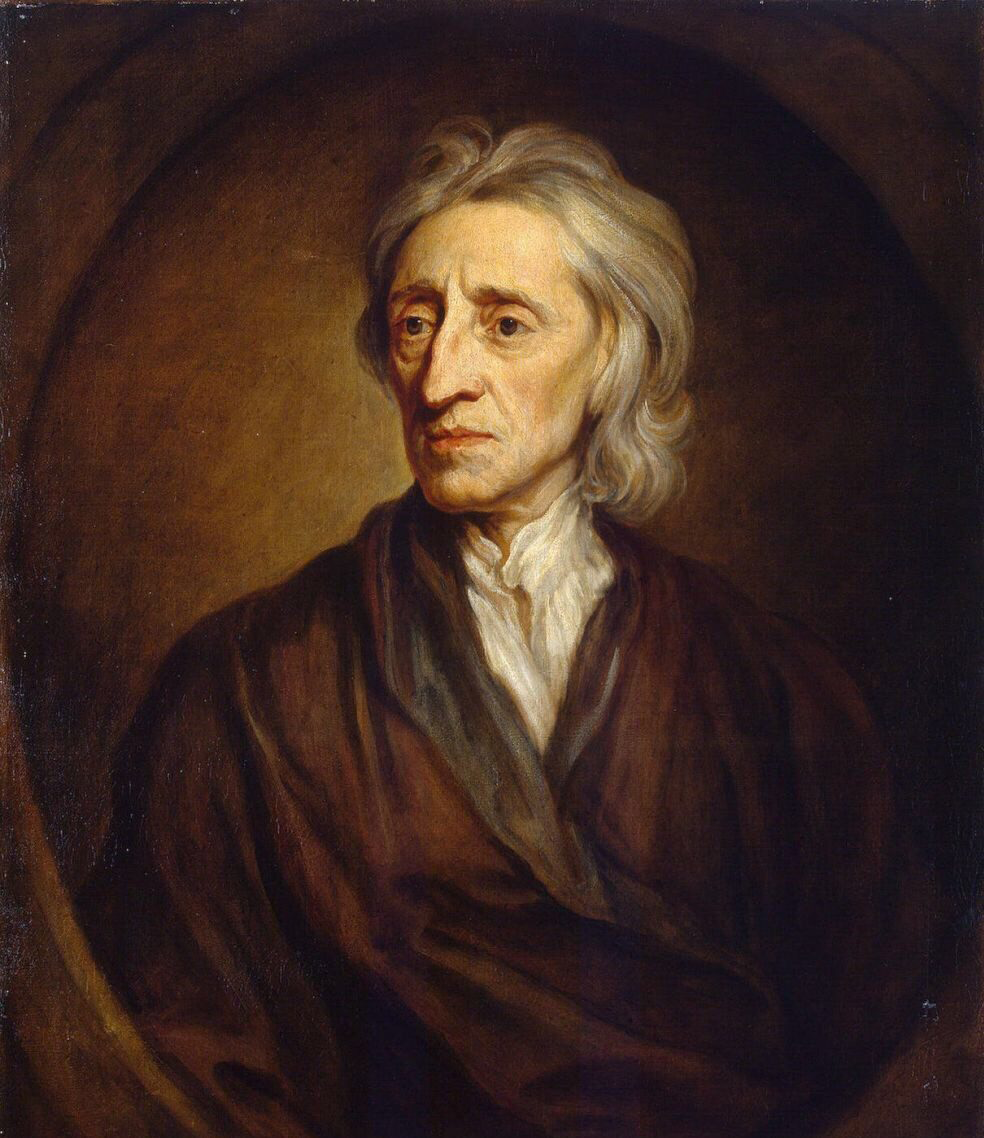
約翰·洛克, 哲學家及醫生
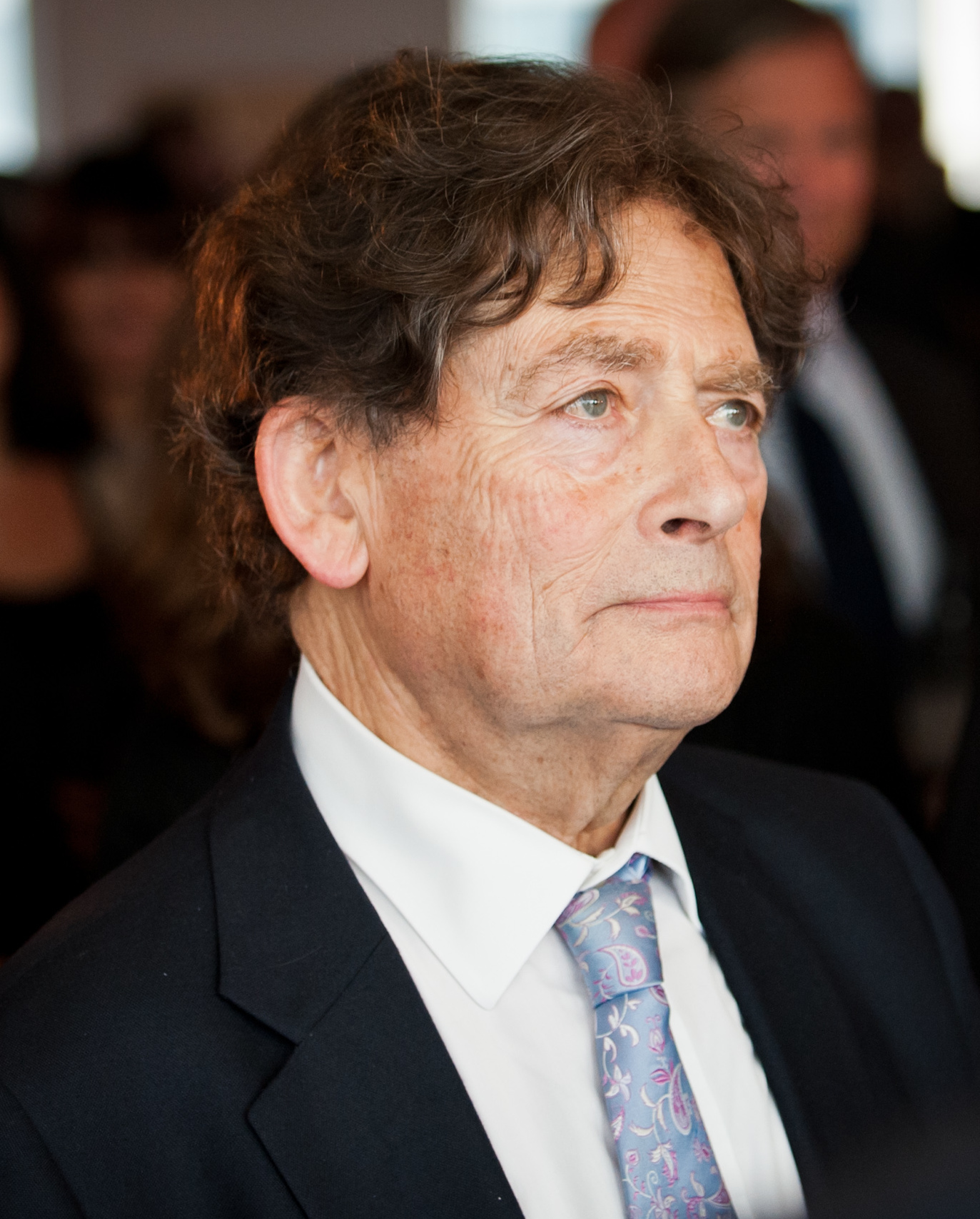
羅遜, 前任英國財政大臣
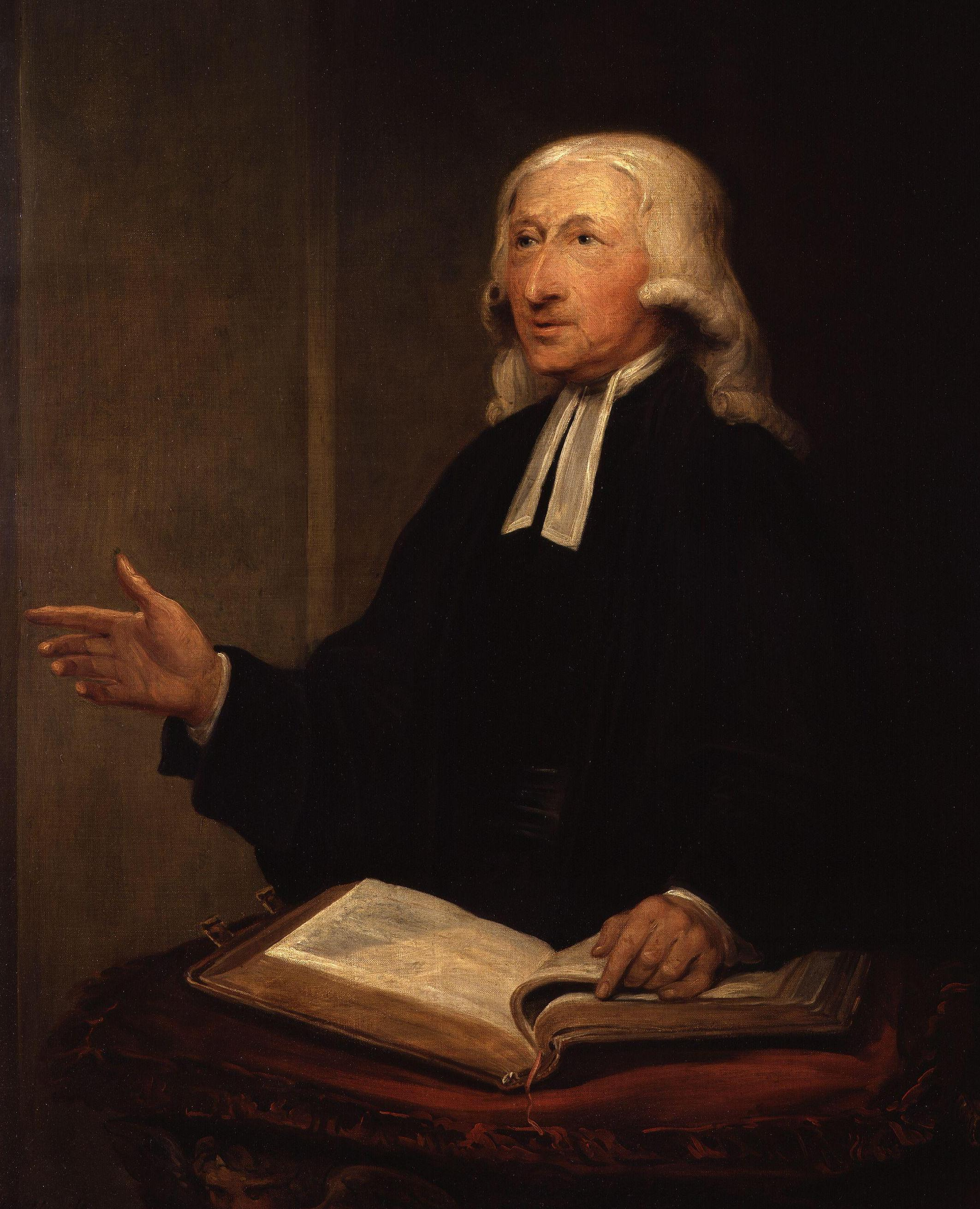
約翰·衞斯理, 神學家及牧師。

该学院著名的前学生包括政治家、科学家、哲学家、艺人和学者。十三位英国首相曾在该学院学习过，包括安东尼-伊登（1955-1957年任首相）、威廉-伊沃特-格莱斯顿（1828-1831年）、罗伯特-皮尔爵士（1841-1846年）和阿奇博尔德-普里姆罗斯（1894-1895年）。其他曾经的学生还包括Charles Abbot（1802-1817年的下议院议长）、Frederick Curzon（1951年-）、Nicholas Lyell（1992-1997年的司法部长）、Nigel Lawson（1983-1989年的财政大臣）、Quintin Hogg（1979-1987年的大法官）和William Murray（1756-1788年的首席大法官和1757年的财政大臣）。来自英国以外的加拿大（Ted Jolliffe）、巴基斯坦（Zulfikar Ali Bhutto）和美国（Charles Cotesworth Pinckney）的政治家都曾在该学院就读。
著名哲学家包括约翰-洛克（John Locke）、约翰-罗尔斯（John Rawls）、A. J. Ayer、吉尔伯特-赖尔（Gilbert Ryle）、迈克尔-杜姆特（Michael Dummett）、约翰-苏尔（John Searle）和丹尼尔-丹内特（Daniel Dennett）等著名哲学家都曾在基督教堂学习过。
在学术界和神学领域有许多前学生，包括乔治-基钦（1908-1912年任达勒姆大学首任校长，1894-1912年任达勒姆大教堂院长）、约翰-查尔斯-赖尔（1880-1900年任利物浦首任主教）等。约翰-卫斯理（卫理公会运动的领袖）、罗文-威廉姆斯（2002-2012年坎特伯雷大主教）、理查德-威廉-杰尔夫（1843-1868年伦敦国王学院校长）、罗纳德-蒙塔古-伯罗斯（1913-1920年伦敦国王学院校长）和威廉-斯图伯斯（1889-1901年牛津主教和历史学家）。
在科学方面，多面手和自然哲学家罗伯特-胡克（Robert Hooke）、发育生物学家约翰-B-古尔登（2012年诺贝尔生理学或医学奖共同获得者）、内科医生阿奇博尔德-爱德华-加罗德爵士、现代医学之父威廉-奥斯勒爵士、生物化学家肯尼思-卡洛（Kenneth Callow）、射电天文学家马丁-莱尔爵士、心理学家爱德华-德-波诺（Edward de Bono）和流行病学家理查德-多尔爵士都与该学院有联系。阿尔伯特-爱因斯坦是一位博学的研究者。
在其他领域，卡梅隆和泰勒-温克尔沃斯，与脸谱网创始人相关的双胞胎，英国国王爱德华七世（1841-1910年）、英国国王和印度皇帝、荷兰国王威廉二世、赛艇金牌得主乔尼-苏尔、企业家和宾夕法尼亚州的创始人威廉-潘恩、广播员大卫-丁伯比、国会议员路易斯-门斯、英国广播公司作曲家霍华德-古道尔、作家刘易斯-卡罗尔、诗人W. H. Auden，以及前军方官员Hubert Chesshyre等其他著名学生都曾在基督教堂学习过。

## 外部連結
- 官方网站
- Oxford Cathedral
- Christ Church Cathedral website (Oxford Cathedral) （页面存档备份，存于）